# Пинокио
Пинокио е главният герой на писателя Карло Колоди (1826 – 1890) от „Приключенията на Пинокио“ (1883), едно от най-прочутите произведения в историята на детската литература. Името Pinocchio идва от италианското pino, бор – дървеното трупче, от което „татко“ Джепето издялва човечето („Имало едно време едно парче дърво. То не било някакво специално дърво, а обикновена голяма цепеница, каквито през зимата слагат в печките и камините, за да затоплят стаите...“).
Пинокио е мързелива и наивна антропоморфна марионетка (burattino на италиански означава точно това, кукла на конци, оттам и аналогичният герой Буратино в „Златното ключе или приключенията на Буратино“, руската адаптация на историята на Пинокио, публикувана на руски през 1936 г. от Алексей Николаевич Толстой). Едно от най-забележителните му свойства се състои в издължаването на носа при лъжене. След много перипетии, когато помъдрява и се научава да се грижи за другите, Пинокио се превръща в човешко същество.
Сред най-известните „портретисти“ на Пинокио са илюстраторите Роберто Иноченти и Марайа (рисунките на последния са използвани в българското издание на книжката от 70-те години на 20 век). Други негови популярни преображения могат да се видят в киното – в едноименните филми на Дисни и на Роберто Бенини.